# Batalla de Ascalón
La Batalla de Ascalón tuvo lugar el 12 de agosto de 1099 y es considerada como la última batalla de la Primera Cruzada.

## Trasfondo
Durante la marcha hacia Jerusalén, los cruzados entablaron negociaciones con los Fatimidas de Egipto para intentar llegar a un acuerdo satisfactorio para ambos sin necesidad de luchar, pero, aunque los fatimidas estaban dispuestos a ceder el control de Siria, se negaban a entregar Israel, algo inaceptable para los cruzados ya que su objetivo final era la Iglesia del Santo Sepulcro en Jerusalén. Después de un largo asedio, los fatimidas perdieron Jerusalén el 15 de julio de 1099, e inmediatamente mandaron un nuevo ejército para volver a recuperar la ciudad.
Los cruzados actuaron rápidamente. El 22 de julio Godofredo de Bouillón fue nombrado Protector del Santo Sepulcro, y Arnulfo de Chocques, nombrado Patriarca de Jerusalén el 1 de agosto, descubrió la reliquia de la Santa Cruz el 5 de agosto. Los fatimidas enviaron una embajada para advertir a los cruzados que debían abandonar Jerusalén, pero fueron ignorados. El 10 de agosto Godofredo lideró la marcha de los cruzados hacia Ascalón, a un día de marcha, mientras que Pedro el Ermitaño dirigía una procesión, tanto Católica como Ortodoxa, desde el Santo Sepulcro hasta el Templo. Roberto II de Flandes y Arnulfo acompañaron a Godofredo en la vanguardia, y Raimundo IV de Tolosa y Roberto II de Normandía se quedaron en la retaguardia, bien por una discusión con Godofredo, o porque preferían conocer las dimensiones del ejército egipcio a través de sus propios exploradores. Cuando confirmaron la presencia de los egipcios, decidieron continuar en la misma formación durante el día siguiente. Cerca de Ramla se unieron con Tancredo de Hauteville y Eustaquio III de Bolonia, el hermano de Godofredo, que hacía un mes que estaban de campaña para capturar Nablus. A la cabeza del ejército Arnulfo portaba la reliquia de la Vera Cruz, mientras que Raimundo de Aguilers portaba la reliquia de la Lanza Sagrada descubierta el año anterior en Antioquía.

## La batalla

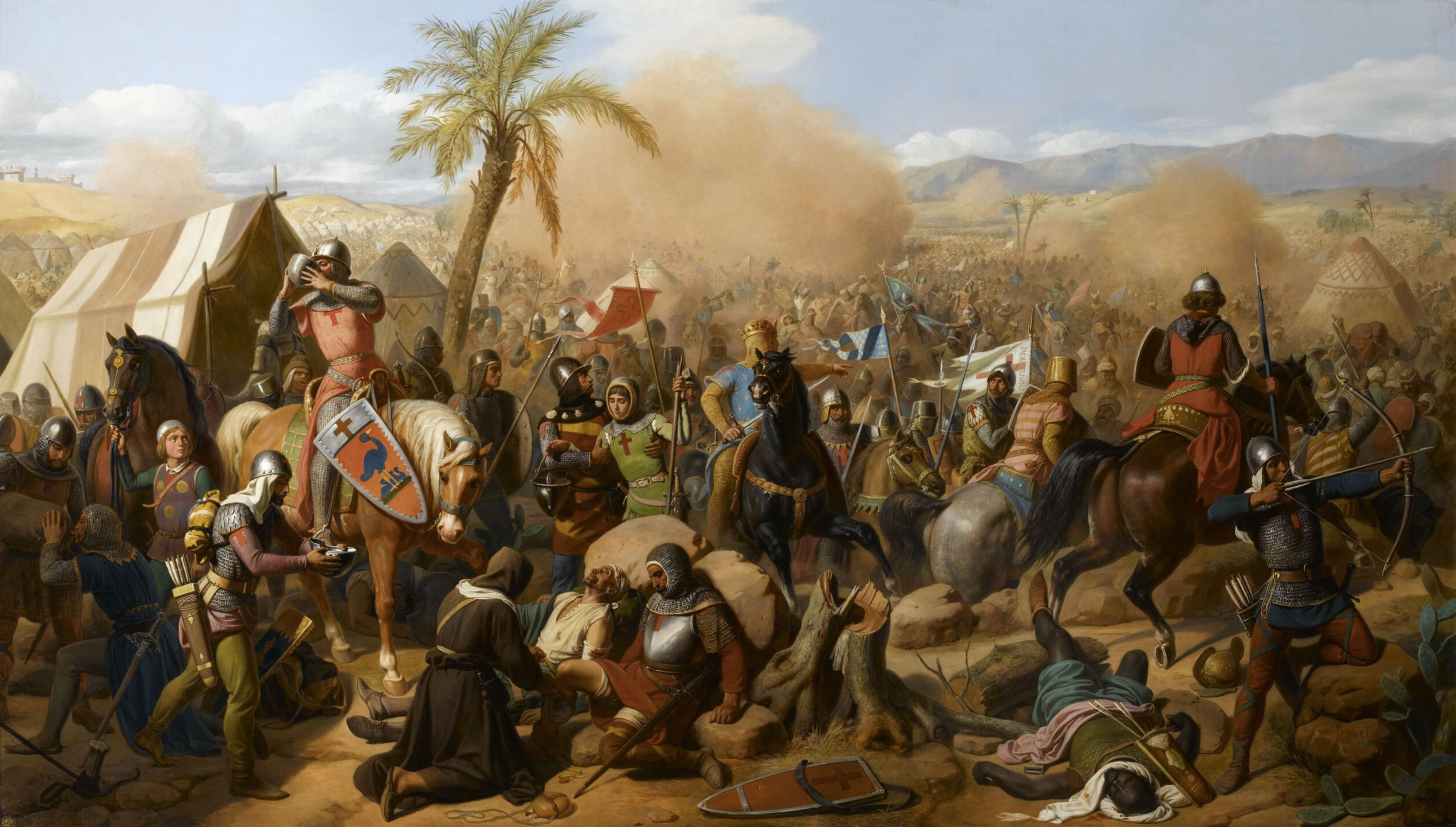
Bataille d'Ascalon, 12 de agosto de 1099 (óleo sobre lienzo de Jean-Victor Schnetz, 1847)

El visir Al-Afdal Shahanshah encabezaba a los fatimidas, que quizás reunieron unos 50.000 efectivos (otras estimaciones van desde 20.000 a 30.000, incluso a la exageración de 200.000 de la Gesta Francorum). Su ejército estaba formado por turcos selyúcidas, árabes, persas, armenios, kurdos, y etíopes. Pretendía sitiar a los cruzados en la misma Jerusalén, y decidió llevar con su flota la maquinaria de asedio hasta Ascalón, donde se montaría para sitiar Jerusalén. Se desconoce el número exacto de cruzados, aunque Raimundo de Aguilers los estima en 1.200 caballeros y 9.000 infantes. La estimación más alta sería de 20.000 hombres, aunque parecen demasiados a estas alturas de la Cruzada. Al-Afdal acampó en la llanura de Al-Majdal, en un valle fuera de Ascalón, preparándose para continuar la marcha hacia Jerusalén y sitiar a los cruzados. Parece ser que desconocía que los Cruzados ya habían partido hacia Ascalón. El 11 de agosto los cruzados encontraron los bueyes, ovejas, camellos y cabras, que se habían reunido como suministro para alimentar a las fuerzas fatimidas, y que pastoreaban fuera de la ciudad. Según los prisioneros tomados por Tancredo en una escaramuza cerca de Ramla, los animales estaban allí para alentar a los cruzados a cometer saqueos, romper su orden y facilitar el ataque fatimida a Jerusalén. Sin embargo, Al-Afdal aún no sabía que los cruzados estaban en la zona y ni siquiera había contemplado la posibilidad de que hubieran salido fuera de Jerusalén. En cualquier caso, a la mañana siguiente los cruzados continuaron su marcha con los animales, lo que le daba a su ejército un aspecto mayor de lo que realmente era.
A la mañana del 12, los exploradores cruzados localizaron la ubicación del campamento fatimida y el ejército comenzó la carga. Durante la marcha se habían organizado en nueve divisiones: Godofredo lideraba el ala izquierda, Raimundo la derecha, y Tancredo, Eustaquio, Roberto de Normandía y Gastón IV de Bearn formaban el centro. Había además dos divisiones más pequeñas, y una división de infantes marchaba a la cabeza de cada una de ellas. Esta formación se mantuvo también a las afueras de Ascalón, con el centro del ejército entre la Puerta de Jerusalén y la Puerta de Jaffa, el ala derecha alineada con la costa Mediterránea, y el ala izquierda frente a la Puerta de Jaffa.
Según la mayoría de las crónicas (tanto cristianas como musulmanas), los fatimidas fueron totalmente sorprendidos y la batalla fue breve, aunque Alberto de Aquisgrán afirma que la batalla se prolongó un poco más debido a la buena preparación del ejército egipcio. Las dos principales líneas de batalla se aproximaron entre la lluvia de flechas hasta que comenzó el cuerpo a cuerpo con las lanzas. Los etíopes atacaron el centro de la línea cruzada, y la vanguardia fatimida rodeó a los cruzados para atacar su retaguardia, que fue reforzada por Godofredo. A pesar de su superioridad numérica, el ejército de Al-Afdal era semejante al ejército Selyúcida al que ya se habían enfrentado los cruzados con anterioridad. La batalla tuvo lugar antes de que la caballería pesada fatimida estuviera preparada para entrar en acción. El pánico se extendió entre las tropas de Al-Afdal y comenzaron a huir hacia la seguridad que les proporcionaba la ciudad fortificada. Raimundo persiguió a algunos hasta el mar, otros trepaban a los árboles y eran abatidos con flechas, mientras que muchos morían aplastados en las aglomeraciones que se formaron a las entradas de las puertas de Ascalón. Al-Afdal dejó atrás su campamento y sus tesoros, que fueron capturados por Roberto y Tancredo. Las pérdidas cruzadas son desconocidas, pero los egipcios perdieron entre 10.000 a 12.000 hombres.

## Conclusión
Los cruzados pasaron la noche en el campamento abandonado, preparando otro ataque, pero a la mañana siguiente los fatimidas decidieron retirarse a Egipto. Al-Afdal huyó en barco. Los cruzados saquearon todo lo que pudieron, incluyendo el estandarte y la tienda personal del visir, y quemaron el resto. Regresaron a Jerusalén el 13 de agosto, y después de las celebraciones tanto Godofredo como Raimundo reclamaron Ascalón. La guarnición de la ciudad al enterarse de la disputa, vio la oportunidad de no rendirse gracias a la desunión cruzada. Después de la batalla casi todos los cruzados regresaron a sus hogares en Europa al haber cumplido con éxito su voto de peregrinación. Sólo unos cuantos cientos de caballeros se quedaron en Jerusalén hasta final de año, aunque gradualmente estuvieron siendo reforzados por la llegada de nuevos peregrinos y cruzados inspirados por el éxito de la Primera Cruzada.
Ascalón permaneció bajo control fatimida y pronto fue reforzada su guarnición, convirtiéndose en la base de operaciones para las invasiones del reino de Jerusalén que Egipto llevaba a cabo cada año hasta 1153 cuando fue finalmente capturada por los cruzados en el Asedio de Ascalón.